# Музей письменности (Великий Новгород)
Музей письменности входит в структуру Новгородского музея-заповедника. Расположен в здании Лихудова корпуса на территории Новгородского кремля.

## История
Музей письменности был создан в рамках развития Новгородского государственного объединённого музея-заповедника. Обладая значительным собранием берестяных грамот и редких книг, музей-заповедник долгое время не имел полноценной экспозиции соответствующего профиля из-за нехватки помещений.
Новый музей было решено разместить в историческом здании на территории Новгородского кремля, возведённом в 1670 году на фундаментах более ранней постройки XV века. В XVIII веке в нём находилась греко-славянская школа братьев Лихудов, отчего оно получило название Лихудова корпуса. В 1740 году школа была переведена в другое помещение, а Лихудов корпус заняли больница, архив и библиотека.
Торжественное открытие Музея письменности было приурочено к 24 мая — Дню славянской письменности и культуры. Открытие для посетителей состоялось 25 мая 2021 года.

## Экспозиция

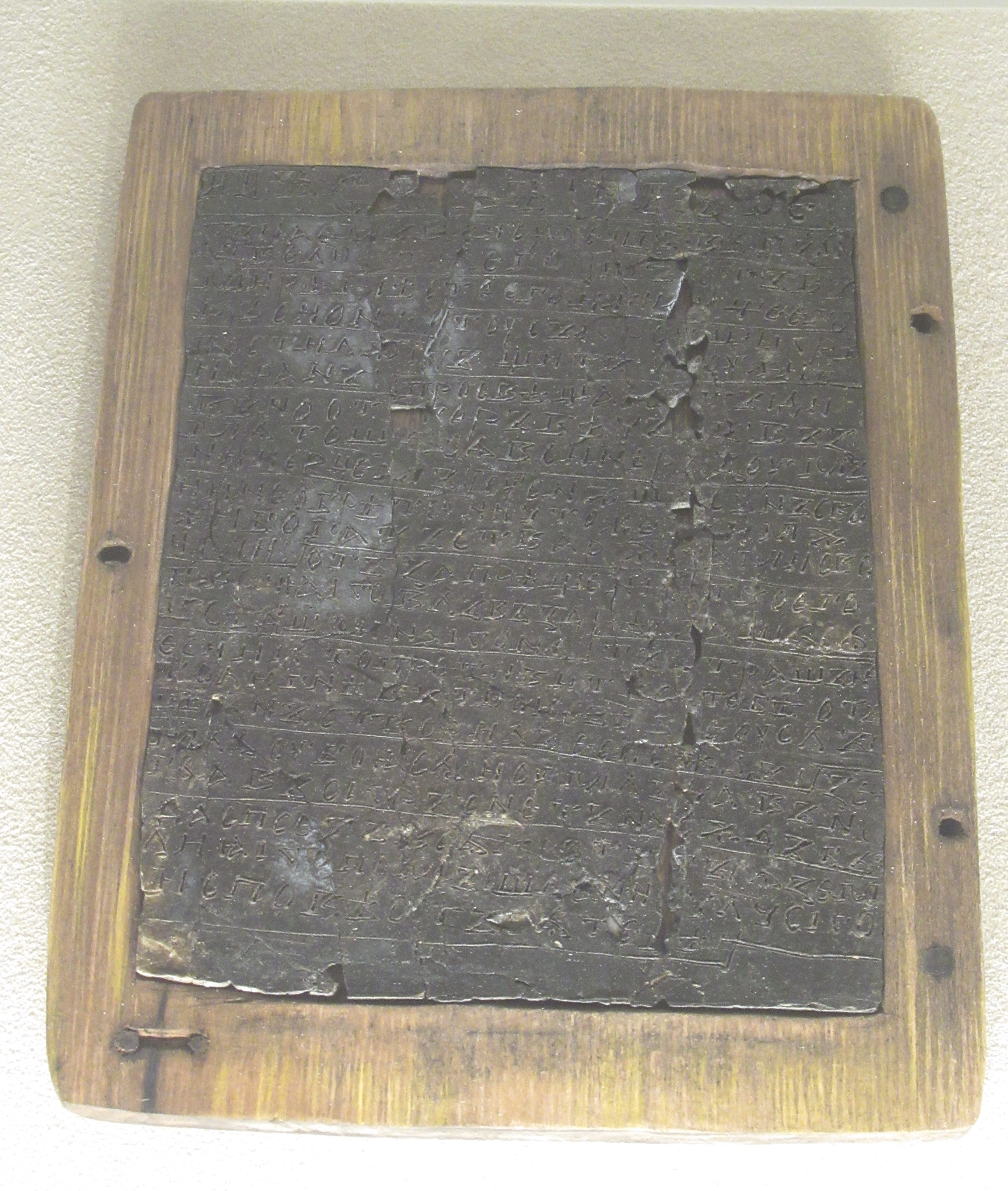
Новгородская псалтирь в экспозиции музея

Экспозиция музея посвящена развитию и распространению письменности, книжности и книгопечатания в Древней Руси. В ней представлено около 200 предметов из фондов Новгородского музея-заповедника. В их числе монеты, печати, каменные кресты, фрагменты граффити с кириллическими и глаголическими надписями, образцы каллиграфии, предметы быта и декоративно-прикладного искусства.
Принцип организации экспозиции — тематический, а не хронологический. Отдельный зал посвящён новгородским берестяным грамотам. В собрание музея входит также ряд памятников книжности и книгопечатания, в числе которых рукописное Евангелие Андрейчины 1575 года, Анонимное Евангелие 1563—1564 годов (одна из первых русских печатных книг) и древнейшая из известных славянских книг — Новгородская псалтирь XI века. Помимо самих артефактов, представлена информация о летописцах, каллиграфах, писарях, переводчиках и хранителях книжного наследия. Часть музейной экспозиции посвящена истории школы братьев Лихудов.
Наряду с подлинными предметами из собрания Новгородского музея представлены копии и муляжи памятников новгородского происхождения из других музеев и библиотек (в том числе Государственного исторического музея, Российской национальной библиотеки и Российской государственной библиотеки). Основную экспозицию дополняет мультимедийная составляющая, иллюстрирующая развитие русской письменности в общемировом культурном контексте.